# 桃園市永安實驗中學
桃園市永安實驗中學簡稱永安國中、安中，位於臺灣桃園市新屋區永安里，原為國民中學學校，2025年正式轉型為實驗中學。

## 歷史沿革
1968年，成立桃園縣立永安國民中學。2014年12月25日，因應桃園縣升格改制為直轄市，更名為桃園市立永安國民中學。
永安國中地處偏鄉，面臨新生人數逐年減少問題，在111學年度（2022年）起申請規劃及試辦轉型實驗學校，經教育部於2024年核定並更名為永安實驗中學，114學年度（2025年）起正式轉型。

## 歷任校長
| 任期 | 姓名       | 任職日期  | 離職日期  | 備註                                                             |
| ---- | ---------- | --------- | --------- | ---------------------------------------------------------------- |
| 1    | 周耀津先生 | 1968年8月 | 1973年1月 | 調任桃園縣立新坡國民中學。                                       |
| 2    | 彭得財先生 | 1973年2月 | 1980年7月 | 原桃園縣立大崙國民中學校長轉任，調任桃園縣立自強國民中學。       |
| 3    | 龔成一先生 | 1980年8月 | 1989年1月 | 原屏東縣立瑪家國民中學校長轉任，調任台北縣立積穗國民中學。       |
| 4    | 黃慶陽先生 | 1989年2月 | 1992年8月 | 原雲林縣立二崙國民中學校長轉任，調任台北縣立瑞芳國民中學。       |
| 5    | 翁賢一先生 | 1992年9月 | 1993年8月 | 調任嘉義縣立布袋國民中學。                                       |
| 6    | 簡福助先生 | 1993年9月 | 1994年8月 | 調任宜蘭縣立南澳國民中學。                                       |
| 7    | 張永鄰先生 | 1994年9月 | 1996年8月 | 原台東縣立龍田國民小學校長轉任，調任桃園縣立楊梅國民中學。       |
| 8    | 李麗卿女士 | 1996年9月 | 1998年7月 | 原桃園縣教育局督學轉任，調任桃園縣立文昌國民中學。               |
| 9    | 曾增福先生 | 1998年8月 | 2000年7月 | 原桃園縣立楊明國民中學總務主任升任，調任桃園縣立新屋國民中學。   |
| 10   | 劉昌明先生 | 2000年8月 | 2002年7月 | 原桃園縣立瑞原國民中學教務主任升任，調任桃園縣立仁美國民中學。   |
| 11   | 曾素鳳女士 | 2002年8月 | 2005年7月 | 原桃園縣立福豐國民中學總務主任升任，調任桃園縣立大溪國民中學。   |
| 12   | 張祝芬女士 | 2005年8月 | 2010年7月 | 原桃園縣立永豐高級中學圖書館主任升任，調任桃園縣立龍岡國民中學。 |
| 13   | 陳麗捐女士 | 2010年8月 | 2013年7月 | 原桃園縣立平鎮國民中學教務主任升任，調任桃園縣立龍潭國民中學。   |
| 14   | 范菁華女士 | 2013年8月 | 2016年7月 | 原桃園縣立經國國民中學總務主任升任，調任桃園市立龜山國民中學。   |
| 15   | 黃金增先生 | 2016年8月 | 2019年7月 | 原桃園市立新屋國民中學總務主任升任，調任桃園市立會稽國民中學。   |
| 16   | 古如毓女士 | 2019年8月 | 現任      | 原桃園市立東興國民中學輔導主任升任。                             |

## 學區
永安里，下田里，下埔里，永興里，石牌里，笨港里（第1、8－10鄰），笨港里（第11鄰，為永安、大坡國中共同學區），赤欄里（第5-7鄰），槺榔里（第7鄰，為永安、大坡國中共同學區），社子里（第4－6鄰，為永安、新屋、大坡、富岡國中共同學區）。

## 學校週邊
- 永安漁港
- 桃園市政府警察局楊梅分局永安派出所
- 永安國小

## 外部連結
- 桃園市永安實驗中學 （页面存档备份，存于）